# Бенјамин Ауер
Бенјамин „Бени” Ауер (11. јануара 1981, Ландау ин дер Пфалц) је бивши немачки фудбалер који је играо на позицији нападача.

## Успеси
- Прелазак у бундеслигу 2001. са
- 23 утакмице за младу репрезентацију Немачке (У21) (15 голова)
- око 60 У16-У20 утакмица (око 30 голова)
- Прелазак у бундеслигу 2004 са 1. FSV Mainz 05.